# Onthophagus vasiljevi
Onthophagus vasiljevi es una especie de insecto del género Onthophagus, familia Scarabaeidae, orden Coleoptera.
Fue descrita científicamente por Kabakov en 1983.